# Stan Mortensen
Stanley Harding Mortensen (26. května 1921 – 22. května 1991) byl anglický fotbalový útočník, vítěz FA Cupu 1952/53, kdy dal ve finále hattrick a pomohl k vítězství Blackpoolu 4:3 nad Bolton Wanderers.

## Život
Bojoval v druhé světové válce. Během války začal hrát fotbal a v roce 1941 podepsal s Blackpool FC.
Za klub vstřelil 197 gólů v 317 zápasech. Je druhým nejlepším střelcem Blackpoolu po Jimmy Hampsonovi.
Mortensen drží několik rekordů, za nejvíce bodů v ligových zápasech po sobě (15) a nejvíce po sobě jdoucích kol FA Cupu s vstřeleným gólem (12, v sezóně 1947/48). Ve finále Blackpool podlehl Manchesteru United 2:4. Ve finále FA Cupu 1950/51 podlehl Blackpool Newcastle United FC 0:2, Mortensen vstřelil v ročníku 7 branek. Ve finále FA Cupu 1951/52, zvaného jako Matthewsovo finále, prohrával Blackpool ve Wembley proti Bolton Wanderers 1:3. Mortensen v zápase dal hattrick a pomohl k výhře 4:3. Stal se prvním hráčem, který ve wembleyském finále FA Cupu vstřelil hattrick.
Ke konci kariéry hrál za Hull City AFC, Southport FC, Bath City FC a Lancaster City FC.
Za anglickou reprezentaci odehrál 25 zápasů a 23× skóroval.
V letech 1967 až do svého vyhození v roce 1969 byl trenérem Blackpoolu. Vydražil také své medaile, aby klubu finančně pomohl.
V roce 1983 byl zvolen viceprezidentem klubu a v roce 1989 se na jeho počest konala slavnostní večeře.
Zemřel v roce 1991. V roce 2003 byl zaveden do síně slávy anglického fotbalu a v roce 2005 mu byla v Blackpoolu vztyčena socha.
V roce 2006 byl uveden do síně slávy Blackpool FC.

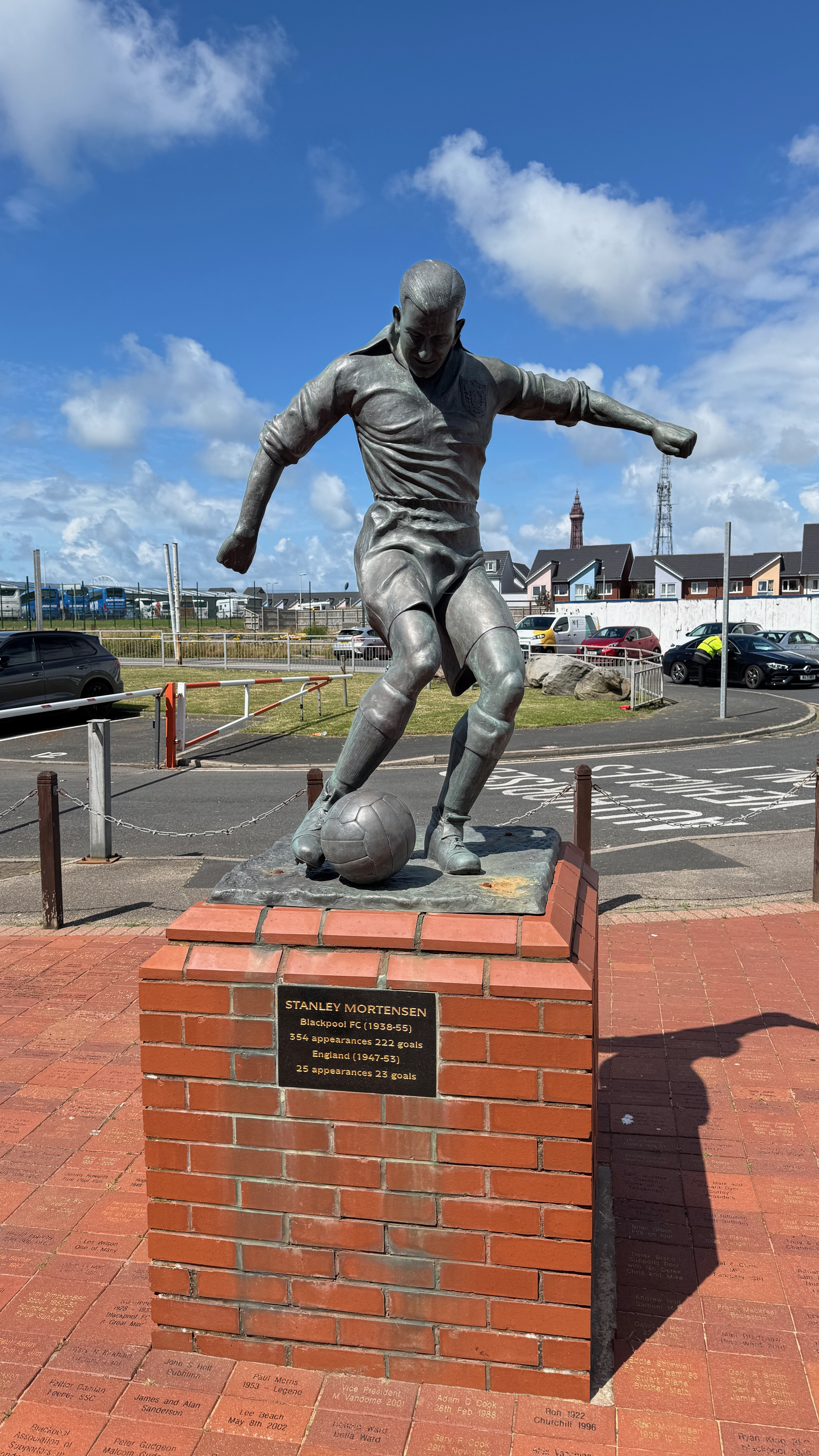
socha Stana Mortensena

## Statistiky

### Klubové
| Klub           | Sezóna         | Divize          | Liga   | Liga | FA Cup | FA Cup | Další  | Další | Celkem | Celkem |
| Klub           | Sezóna         | Divize          | Utkání | Góly | Utkání | Góly   | Utkání | Góly  | Utkání | Góly   |
| -------------- | -------------- | --------------- | ------ | ---- | ------ | ------ | ------ | ----- | ------ | ------ |
| Blackpool FC   | 1945/46        | —               | —      | —    | 5      | 4      | 0      | 0     | 5      | 4      |
| Blackpool FC   | 1946/47        | First Division  | 38     | 28   | 1      | 1      | 0      | 0     | 39     | 29     |
| Blackpool FC   | 1947/48        | First Division  | 34     | 21   | 6      | 10     | 0      | 0     | 40     | 31     |
| Blackpool FC   | 1948/49        | First Division  | 34     | 18   | 3      | 2      | 0      | 0     | 37     | 20     |
| Blackpool FC   | 1949/50        | First Division  | 37     | 22   | 5      | 3      | 0      | 0     | 42     | 25     |
| Blackpool FC   | 1950/51        | First Division  | 35     | 30   | 8      | 5      | 0      | 0     | 43     | 35     |
| Blackpool FC   | 1951/52        | First Division  | 35     | 26   | 1      | 0      | 0      | 0     | 36     | 26     |
| Blackpool FC   | 1952/53        | First Division  | 34     | 15   | 2      | 3      | 0      | 0     | 36     | 18     |
| Blackpool FC   | 1953/54        | First Division  | 31     | 21   | 2      | 1      | 1      | 1     | 34     | 23     |
| Blackpool FC   | 1954/55        | First Division  | 28     | 11   | 1      | 0      | 0      | 0     | 29     | 11     |
| Blackpool FC   | 1955/56        | First Division  | 11     | 5    | 0      | 0      | 0      | 0     | 11     | 5      |
| Blackpool FC   | Celkem         | Celkem          | 317    | 197  | 34     | 29     | 1      | 1     | 352    | 227    |
| Hull City AFC  | 1955/56        | Second Division | 21     | 8    | 2      | 0      | 0      | 0     | 23     | 8      |
| Hull City AFC  | 1956/57        | Third Division  | 21     | 10   | 2      | 2      | 0      | 0     | 23     | 12     |
| Hull City AFC  | Celkem         | Celkem          | 42     | 18   | 4      | 2      | 0      | 0     | 46     | 20     |
| Southport FC   | 1956/57        | Third Division  | 11     | 5    | 0      | 0      | 0      | 0     | 11     | 5      |
| Southport FC   | 1957/58        | Third Division  | 25     | 5    | 1      | 0      | 0      | 0     | 26     | 5      |
| Southport FC   | Celkem         | Celkem          | 36     | 10   | 1      | 0      | 0      | 0     | 37     | 10     |
| Bath City FC   | 1958/59        | Southern League | 45     | 27   | ?      | ?      | ?      | ?     | 45     | 27     |
| Kariéra celkem | Kariéra celkem | Kariéra celkem  | 440    | 252  | 39     | 31     | 1      | 1     | 480    | 284    |

### Mezinárodní
| Reprezentace | Roky  | Utkání | Góly |
| ------------ | ----- | ------ | ---- |
| Anglie       | 1947  | 5      | 9    |
| Anglie       | 1948  | 4      | 5    |
| Anglie       | 1949  | 6      | 3    |
| Anglie       | 1950  | 6      | 3    |
| Anglie       | 1951  | 2      | 1    |
| Anglie       | 1953  | 2      | 2    |
| Total        | Total | 25     | 23   |

### Trenérské
| Tým          | Od            | Do            | Statistika | Statistika | Statistika | Statistika | Statistika |
| Tým          | Od            | Do            | Z          | V          | R          | P          | %          |
| ------------ | ------------- | ------------- | ---------- | ---------- | ---------- | ---------- | ---------- |
| Blackpool FC | 1. února 1967 | 1. dubna 1969 | 105        | 43         | 27         | 35         | 41,0       |
| Celkem       | Celkem        | Celkem        | 105        | 43         | 27         | 35         | 41,0       |

## Úspěchy
- 1× FA Cup